# Museo Arqueológico Nacional (Bulgaria)
El Museo Arqueológico Nacional de Bulgaria (en búlgaro: Национален археологически музей, Natsionalen arheologicheski muzey) es un museo arqueológico situado en la localidad búlgara de Sofía. El museo ocupa el edificio de una antigua mezquita otomana en el centro de la capital al lado del edificio de la presidencia. La Gran mezquita, o Büyük camii en turco, fue construida entre el año 1474-1494 por Mehmed II Fatih. El museo fue formado con una entidad independiente en 1893, denominándose  Museo Nacional dirigido por el checo Václav Dobruský, y sus dependencias fueron trasladadas a la antigua mezquita, edificio que desde 1880 ocupaba la Biblioteca Nacional.
En museo fue oficialmente inaugurado y abierto en 1905 por el rey Fernando I y el ministro de cultura Ivan Shishmanov, uniendo las colecciones arqueológicas que estaban repartidas por la ciudad.
Otras salas y edificios administrativos se fueron construyendo con los años, aunque se sigue usando el histórico edificio de la mezquita, a pesar de sus condiciones desfavorables como la humedad en verano. 

## Historia
La idea para la creación de un instituto arqueológico con un museo fue concebida por diversos intelectual búlgaros exiliados en la década de 1840, y fue una de las principales prioridades para la Sociedad Literaria Búlgara tras su creación en 1869. Durante la administración interina rusa tras la Liberación de Bulgaria, se llevaron a cabo los primeros pasos para el establecimiento de un museo arqueológico nacional. En 1892, la institución se creó de jure por un decreto del zar, y el montaje de las obras comenzó al año siguiente. Originalmente fue llamado el "Museo-templo de la patria".
Hasta 1906, el museo exhibía una colección de objetos etnográficos. Más tarde, sin embargo, la colección comenzó a crecer tanto que tuvo que ser separada y expuesta en otra institución, convirtiéndose en el Museo Etnográfico de Sofía. Tras la creación de esta institución, el Museo trabaja activamente con la Sociedad Arqueológica de Bulgaria. En 1920, el Instituto Arqueológico, dirigido por Bogdan Filov, se constituyó como una institución independiente. Se fusionó con el museo en 1948 y desde entonces está administrado por la Academia de Ciencias de Bulgaria.
Tras la Segunda Guerra Mundial, la institución puso en marcha una serie de expediciones arqueológicas por Bulgaria. Se llevaron a cabo estudios en numerosos yacimientos del Calcolítico hasta principios de la Edad Media, que dieron grandes fondos encontrados a la colección del museo. Actualmente, el museo alberga una gran cantidad de artefactos, algunos de ellos están amenazados por el diseño del edificio, que tiene altos niveles de humedad durante el verano.

## Colección

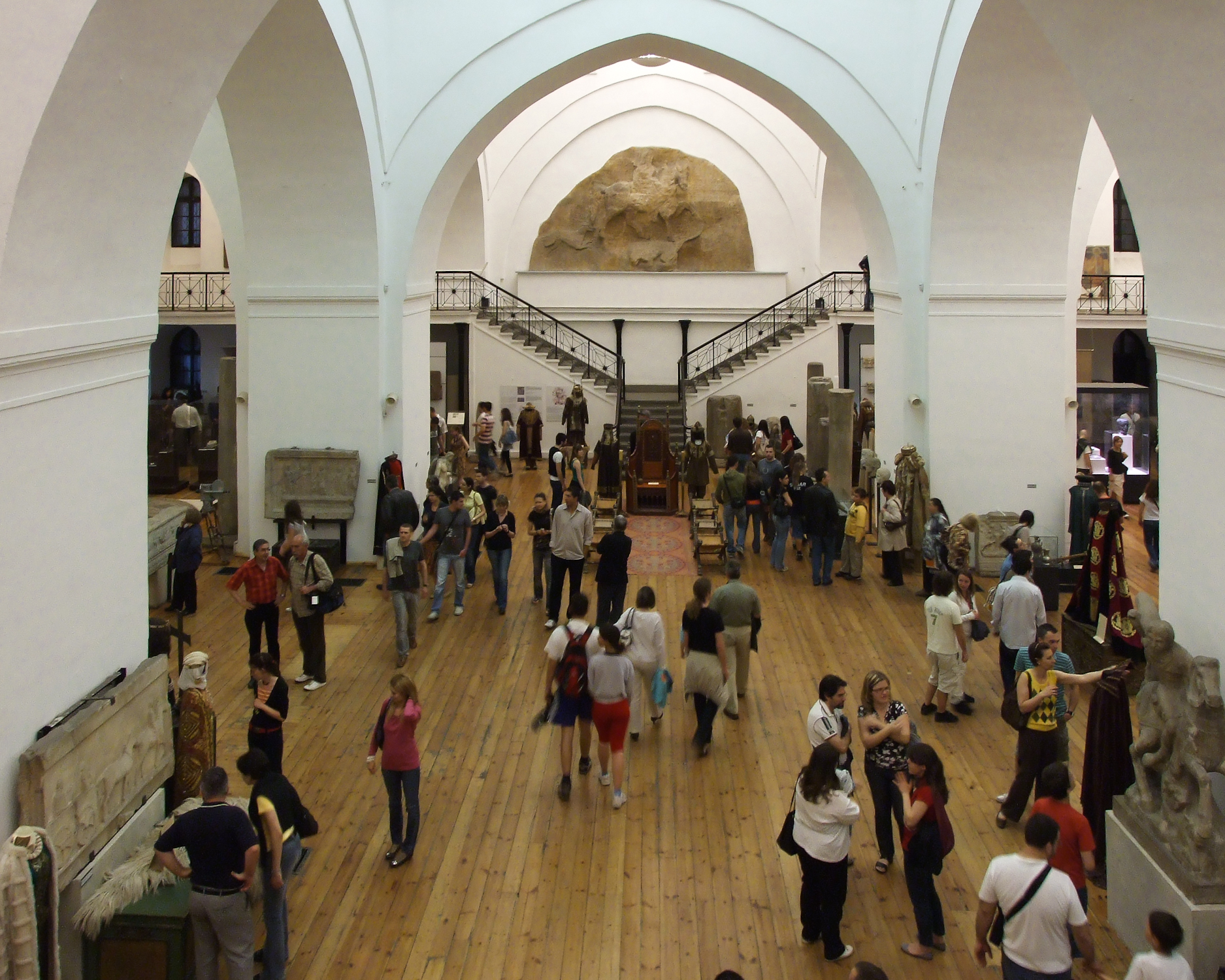
Interior del museo.

El museo posees cinco salas expositivas, organizadas por la Academia de Ciencias de Bulgaria:
- La sala principal: En esta sala se pueden encontrar estelas funerarias, mosaicos y sepulcros romanos principalmente.
- Prehistoria.
- Edad Media: Destacan los iconos medievales, cerámicas y azulejos.
- Tesoro: Se muestran una serie de tesoros tracios.
- Exposiciones temporales.

### Obras destacables
- Máscara funeraria de Shipka, casco macedonio y corona de laurel en el tesoro.
- Icono de cerámica del siglo X en la salas dedicadas a la Edad Media.
- Jinete tracio en la sala principal.